# Rhymesayers Entertainment

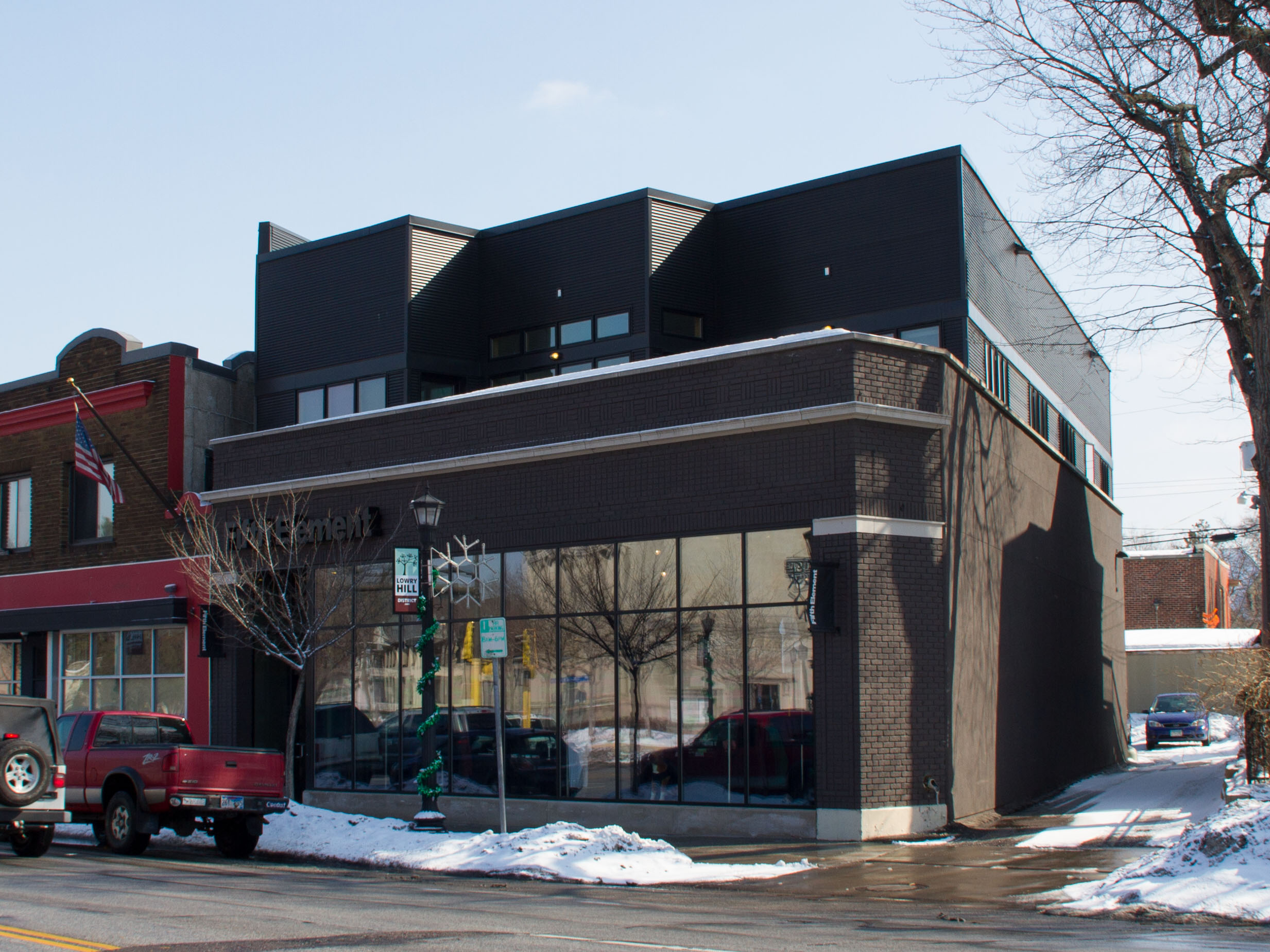
Rhymesayers Entertainment/Fifth Element, Minneapolis.

Rhymesayers Entertainment – amerykańska niezależna wytwórnia płytowa, założona w 1995 przez Seana Daleya (Slug), Anthony’ego Davisa (Ant), Brenta Sayersa i Musaba S'ada Alego w Minneapolis. Na mocy podpisanej w 2007 umowy pomiędzy Rhymesayers a Warner Music Group dystrybucją wydawnictw wytwórni zajmuje się, należąca do WMG, Independent's Label Group.

## Artyści Rhymesayers Entertainment
- Abstract Rude
- Aesop Rock
- Atmosphere
- BK-One
- Blueprint
- Brother Ali
- Evidence
- Eyedea & Abilities
- Felt
- Freeway
- Grayskul
- Grieves
- I Self Devine
- Jake One
- Los Nativos
- MF Doom
- Micranots
- Mr. Dibbs
- Musab
- P.O.S
- Psalm One
- Semi.Official
- Soul Position
- Soundset
- Toki Wright